# 리쥔펑 (1993년)
리쥔펑(중국어 간체자: 李俊锋, 병음: Lî Jùnfēng, 한자음: 이준봉, Justin Li, 1993년 7월 22일 ~ )은 중국의 배우이다.